# Neoraphiocera pipopiuna
Neoraphiocera pipopiuna är en tvåvingeart som beskrevs av Therezinha Pimentel och Pujol-luz 2001. Neoraphiocera pipopiuna ingår i släktet Neoraphiocera och familjen vapenflugor. Inga underarter finns listade i Catalogue of Life.